# 대한민국 형사소송법 제122조
대한민국 형사소송법 제122조는 영장집행과 참여권자에의 통지에 대한 형사소송법의 조문이다.

## 조문
제122조(영장집행과 참여권자에의 통지) 압수·수색영장을 집행함에는 미리 집행의 일시와 장소를 전조에 규정한 자에게 통지하여야 한다. 단, 전조에 규정한 자가 참여하지 아니한다는 의사를 명시한 때 또는 급속을 요하는 때에는 예외로 한다.

第122條(令狀執行과 參與權者에의 通知) 押收·搜索令狀을 執行함에는 미리 執行의 日時와 場所를 前條에 規定한 者에게 通知하여야 한다. 但, 前條에 規定한 者가 參與하지 아니한다는 意思를 明示한 때 또는 急速을 要하는 때에는 例外로 한다.

## 참고 문헌
- 손동권 신이철, 새로운 형사소송법(초판, 2013), 세창, 2013. ISBN 9788984114081

## 같이 보기
- 압수